# Sūnqar Futbol Kluby
Il Sūnqar Futbol Kluby (in kazako Сұнқар футбол клубы?; traslitterazione anglosassone: FK Sunkar), è stata una società calcistica kazaka con sede nella città di Qaskeleñ. Ha militato per una stagione nella Qazaqstan Prem'er Ligasy, la massima serie del campionato kazako.
Fondato nel 2004, ha disputato le partite interne nello Stadio Tauelsizdik 10 zhyldygy di Qaskeleñ, impianto da 2 500 posti.
Ha vinto un campionato kazako di seconda divisione, nel 2011.

## Storia
Fondato nel 2004 come Qarasai Sarbazdary (in kazako Қарасай Сарбаздары?), ha cambiato denominazione in Sūnqar nel 2009. Nel 2012 gioca la sua unica stagione nella massima serie kazaka. Nel 2014, la società cessa di esistere.

## Palmarès

### Competizioni nazionali
- Campionato kazako di seconda divisione: 1

2011

### Altri piazzamenti
- Campionato kazako di seconda divisione

Terzo classificato: 2010